# Asociación (ontología)
En la teoría ontológica de la asociación de Mario Bunge, la asociación es un concepto primitivo que representa la única propiedad de los individuos sustanciales. Se designa con el símbolo * y es introducido en el primer postulado de la teoría de la asociación.
Sea S un conjunto no vacío, a un elemento distinguido de S, y sea * una operación binaria en S. Entonces la estructura E = ( S , a , * ) satisface las siguientes condiciones:
1. E es un monoide conmutativo de idempotentes.
2. S es el conjunto de todos los individuos sustanciales o concretos.
3. El elemento neutro a es el individuo nulo.
4. * representa la asociación de individuos.
5. La sarta a1 * a2 * ... * an, donde ai pertenece a S, para 1 ≤ i ≤ n, representa el individuo compuesto de los individuos a1 a an.

En la teoría de la asamblea se introducen dos clases de asociación: la yuxtaposición y la superposición.